# Phodilus
A Phodilus a madarak osztályának bagolyalakúak (Strigiformes) rendjébe gyöngybagolyfélék (Tytonidae) családjába tartozó nem.

## Rendszerezés
Egyes rendszerbesorolások külön alcsaládba sorolják Phodilinae néven.
A nembe az alábbi 3 faj tartozik
- afrikai álarcosbagoly (Phodilus prigoginei)
- álarcos bagoly (Phodilus badius)
- tamil álarcosbagoly (Phodilus assimilis vagy Phodilus badius assimilis)